# Jirapur
Jirapur (también Zirapur o Zeerapur) es una localidad de la India, en el distrito de Rajgarh, estado de Madhya Pradesh.

## Geografía
Se encuentra a una altitud de 405 m s. n. m. a 178 km de la capital estatal, Bhopal, en la zona horaria UTC +5:30.

## Demografía
Según estimación 2010 contaba con una población de 21 627 habitantes.